# Unione Sportiva Città di Palermo 2005-2006
Questa voce raccoglie le informazioni riguardanti l'Unione Sportiva Città di Palermo nelle competizioni ufficiali della stagione 2005-2006.

## Stagione
L'estate 2005 priva il Palermo di Guidolin e Luca Toni (passato alla Fiorentina). In panchina siede così Luigi Delneri, ex tecnico del Chievo: il debutto di campionato è in casa del Parma, con la gara che finisce 1-1. Alla seconda giornata l'Inter viene battuta per 3-2. Segue il debutto europeo, con l'andata del preliminare di Coppa UEFA: i rosanero sconfiggono, per 2-1, il cipriota Anorthosis. Nel ritorno si impongono per 4-0 qualificandosi alla fase a gironi. Il raggruppamento vede i siciliani chiudere in testa, con 8 punti. Nella partita di campionato successiva alla qualificazione, vengono sconfitti perdendo in casa con il Livorno. In Coppa Italia eliminano prima il Bari e poi il Milan (rossoneri sconfitti per 0-3), accedendo alla semifinale. In Europa, la partecipazione termina invece negli ottavi di finale per mano dello Schalke 04, con il cambio in panchina con Giuseppe Papadopulo. Il possibile ingresso alla finale di coppa nazionale, all'epoca dal 1979, è negato dalla Roma, finalista dell'ultima edizione. Sul campo il Palermo chiude il campionato in ottava posizione, utile per entrare in Coppa Intertoto. In seguito alle sentenze del processo di Calciopoli, la posizione viene però modificata: la squadra termina così al quinto posto, che vale un'altra qualificazione alla Coppa UEFA, poi a 2 punti dalla zona Champions, centrata infine dal Chievo del futuro calciatore in rosanero Amauri.

## Organigramma societario
Area direttiva
- Presidente: Maurizio Zamparini
- Vice Presidente: Guglielmo Micciché
- Direttore Generale: Stefano Pedrelli
- Amministratore delegato: Rinaldo Sagramola

Area tecnica
- Direttore sportivo: Rino Foschi
- Allenatore: Luigi Delneri, poi Giuseppe Papadopulo
- Allenatore in seconda: Francesco Conti, poi Giancarlo Oddi
- Preparatore atletico: Claudio Bordon, Francesco Chinnici e Ugo Maranza (solo con Delneri)
- Preparatore dei portieri: Rosario Di Vincenzo, poi Alessandro Zampa
- Magazzinieri: Pasquale Castellana, Paolo Minnone

Area sanitaria
- Coordinatore area sanitaria: Diego Picciotto
- Medico sociale: Roberto Matracia, Giuseppe Puleo
- Fisioterapisti: Giovanni Bianchi, Giorgio Gasparini, Alex Mario Maggi

## Rosa
| N. |                      | Ruolo | Calciatore          |
| -- | -------------------- | ----- | ------------------- |
| 1  | Italia (bandiera)    | P     | Nicola Santoni      |
| 1  | Italia (bandiera)    | P     | Federico Agliardi   |
| 2  | Italia (bandiera)    | D     | Cristian Zaccardo   |
| 4  | Italia (bandiera)    | C     | Giovanni Tedesco    |
| 5  | Italia (bandiera)    | C     | Eugenio Corini      |
| 6  | Italia (bandiera)    | C     | Massimo Bonanni     |
| 7  | Italia (bandiera)    | C     | Salvatore Masiello  |
| 8  | Italia (bandiera)    | C     | Simone Barone       |
| 9  | Italia (bandiera)    | A     | Simone Pepe         |
| 10 | Italia (bandiera)    | A     | Franco Brienza      |
| 11 | Italia (bandiera)    | D     | Fabio Grosso        |
| 12 | Italia (bandiera)    | P     | Salvatore Sirigu    |
| 13 | Italia (bandiera)    | P     | Cristiano Lupatelli |
| 17 | Italia (bandiera)    | A     | David Di Michele    |
| 18 | Argentina (bandiera) | C     | Mario Santana       |
| 19 | Argentina (bandiera) | C     | Mariano González    |
| 20 | Romania (bandiera)   | C     | Paul Codrea         |
| 21 | Italia (bandiera)    | D     | Giuseppe Biava      |

| N. |                         | Ruolo | Calciatore              |
| -- | ----------------------- | ----- | ----------------------- |
| 23 | Italia (bandiera)       | D     | Christian Terlizzi      |
| 24 | Argentina (bandiera)    | P     | Mariano Andújar         |
| 25 | Sierra Leone (bandiera) | D     | Kewullay Conteh         |
| 26 | Nigeria (bandiera)      | A     | Stephen Makinwa         |
| 29 | Italia (bandiera)       | A     | Andrea Caracciolo       |
| 32 | Italia (bandiera)       | D     | Pietro Accardi          |
| 43 | Italia (bandiera)       | D     | Andrea Barzagli         |
| 50 | Italia (bandiera)       | C     | Luca Conean             |
| 59 | Italia (bandiera)       | A     | Gianluca Palmiteri      |
| 61 | Italia (bandiera)       | C     | Giuseppe Polito         |
| 62 | Italia (bandiera)       | C     | Vincenzo Sarcì          |
| 62 | Italia (bandiera)       | A     | Pietro Tripoli          |
| 67 | Italia (bandiera)       | C     | Francesco Mirko Velardi |
| 77 | Italia (bandiera)       | D     | Leandro Rinaudo         |
| 81 | Italia (bandiera)       | D     | Michele Ferri           |
| 99 | Italia (bandiera)       | P     | Matteo Guardalben       |
| 99 | Italia (bandiera)       | A     | Denis Godeas            |

## Calciomercato

### Sessione estiva
| Acquisti | Acquisti          | Acquisti  | Acquisti         |
| R.       | Nome              | da        | Modalità         |
| -------- | ----------------- | --------- | ---------------- |
| P        | Salvatore Sirigu  | Venezia   |                  |
| P        | Mariano Andújar   | Huracán   |                  |
| D        | Andrea Bovo       | Venezia   |                  |
| D        | Leandro Rinaudo   | Cesena    | rientro prestito |
| C        | Simone Barone     | Parma     |                  |
| C        | Andrea Gasbarroni | Sampdoria | rientro prestito |
| A        | Andrea Caracciolo | Brescia   |                  |
| A        | Stephen Makinwa   | Atalanta  |                  |

| Cessioni | Cessioni           | Cessioni    | Cessioni |
| R.       | Nome               | a           | Modalità |
| -------- | ------------------ | ----------- | -------- |
| D        | Andrea Bovo        | Salernitana | prestito |
| D        | Francesco Modesto  | Reggina     |          |
| C        | Andrea Gasbarroni  | Sampdoria   | prestito |
| C        | Antonio Filippini  | Treviso     |          |
| C        | Emanuele Filippini | Treviso     |          |
| A        | Davide Possanzini  | Brescia     |          |
| A        | Luca Toni          | Fiorentina  |          |

### Sessione invernale
| Acquisti | Acquisti            | Acquisti   | Acquisti |
| R.       | Nome                | da         | Modalità |
| -------- | ------------------- | ---------- | -------- |
| P        | Federico Agliardi   | Brescia    |          |
| P        | Cristiano Lupatelli | Fiorentina |          |
| C        | Giovanni Tedesco    | Genoa      |          |
| A        | David Di Michele    | Udinese    |          |
| A        | Denis Godeas        | Triestina  |          |

| Cessioni | Cessioni           | Cessioni | Cessioni |
| R.       | Nome               | a        | Modalità |
| -------- | ------------------ | -------- | -------- |
| P        | Nicola Santoni     | Brescia  |          |
| P        | Matteo Guardalben  | Parma    |          |
| D        | Michele Ferri      | Cagliari |          |
| C        | Massimo Bonanni    | Lazio    |          |
| C        | Salvatore Masiello | Udinese  |          |
| A        | Simone Pepe        | Udinese  |          |

## Risultati

### Serie A

#### Girone di andata
| Arbitro: | Pieri (Lucca) |

|               |           |              |
| Bresciano 48’ | Marcatori | 36’ Terlizzi |

| Arbitro: | Paparesta (Bari) |

|                                     |           |                              |
| Corini 20’ Terlizzi 50’ Makinwa 67’ | Marcatori | 85’ Cruz 94’ (aut.) Barzagli |

| Arbitro: | Rocchi (Firenze) |

|               |           |                          |
| Locatelli 20’ | Marcatori | 19’ Terlizzi 56’ Makinwa |

| Arbitro: | Rodomoniti (Roma) |

|              |           |  |
| Terlizzi 66’ | Marcatori |  |

| Arbitro: | Saccani (Mantova) |

|                                              |           |                             |
| Rocchi 13’, 86’ Pandev 15’ C. Manfredini 65’ | Marcatori | 36’ Caracciolo 49’ González |

| Arbitro: | Banti (Livorno) |

|                           |           |                |
| Caracciolo 7’ Makinwa 54’ | Marcatori | 8’, 43’ Tavano |

| Arbitro: | Rocchi (Firenze) |

|                                  |           |                        |
| Corini 15’ (rig.) Caracciolo 92’ | Marcatori | 18’, 39’ (rig.) Amauri |

| Arbitro: | Farina (Novi Ligure) |

|                            |           |                |
| Gattuso 30’ F. Inzaghi 77’ | Marcatori | 28’ Caracciolo |

| Arbitro: | Brighi (Cesena) |

|                                     |           |  |
| Bonanni 35’ Mutarelli 62’ Ferri 91’ | Marcatori |  |

| Udine 30 ottobre 2005, ore 20:30 10ª giornata | Udinese          | 0 – 0 referto | Palermo | Stadio Friuli\| Arbitro: \| Rodomonti (Roma) \| |
| Arbitro:                                      | Rodomonti (Roma) |               |         |                                                 |

| Arbitro: | Trefoloni (Siena) |

|  |           |                              |
|  | Marcatori | 32’ Gasbarroni 72’ Bonazzoli |

| Arbitro: | Giannoccaro (Lecce) |

|                  |           |                       |
| Reginaldo 2’, 6’ | Marcatori | 28’ Ferri 69’ Brienza |

| Arbitro: | Mazzoleni (Bergamo) |

|              |           |             |
| Ferrante 53’ | Marcatori | 36’ Bonanni |

| Arbitro: | Squillace (Catanzaro) |

|                            |           |                    |
| Caracciolo 20’ Makinwa 22’ | Marcatori | 64’ Conti 87’ Bega |

| Arbitro: | Bertini (Arezzo) |

|             |           |                          |
| Cassano 35’ | Marcatori | 21’ Biava 78’ Caracciolo |

| Arbitro: | Palanca (Roma) |

|  |           |                          |
|  | Marcatori | 67’ Pfertzel 94’ Morrone |

| Arbitro: | Rosetti (Torino) |

|               |           |  |
| Jørgensen 40’ | Marcatori |  |

| Arbitro: | Bertini (Arezzo) |

|              |           |               |
| Terlizzi 12’ | Marcatori | 15’, 34’ Mutu |

| Messina 14 gennaio 2006, ore 20:30 19ª giornata | Messina            | 0 – 0 referto | Palermo | Stadio San Filippo\| Arbitro: \| Ayroldi (Molfetta) \| |
| Arbitro:                                        | Ayroldi (Molfetta) |               |         |                                                        |

#### Girone di ritorno
| Arbitro: | Banti (Livorno) |

|                                             |           |                                      |
| Corini 27’ Barzagli 50’ Di Michele 52’, 60’ | Marcatori | 23’ Fábio Simplício 38’ P. Cannavaro |

| Arbitro: | Pieri (Lucca) |

|                                    |           |  |
| Cambiasso 33’ Córdoba 77’ Figo 80’ | Marcatori |  |

| Arbitro: | Dondarini (Finale Emilia) |

|            |           |                       |
| Godeas 68’ | Marcatori | 29’, 57’, 65’ Bogdani |

| Arbitro: | Messina (Bergamo) |

|                           |           |                           |
| De Rosa 45+4’ Paredes 92’ | Marcatori | 42’ Barone 80’ Caracciolo |

| Arbitro: | Rocchi (Firenze) |

|                                              |           |             |
| González 12’ Tedesco Gio. 56’ Caracciolo 64’ | Marcatori | 84’ Belleri |

| Arbitro: | Farina (Novi Ligure) |

|  |           |              |
|  | Marcatori | 92’ Barzagli |

| Verona 19 febbraio 2006, ore 15:00 26ª giornata | Chievo          | 0 – 0 referto | Palermo | \| Arbitro: \| Brighi (Cesena) \| |
| Arbitro:                                        | Brighi (Cesena) |               |         |                                   |

| Arbitro: | Pieri (Lucca) |

|  |           |                                    |
|  | Marcatori | 72’ F. Inzaghi 83’ (rig.) Ševčenko |

| Arbitro: | Banti (Livorno) |

|                            |           |  |
| Vučinić 63’ Giacomazzi 72’ | Marcatori |  |

| Arbitro: | Farina (Novi Ligure) |

|                                 |           |  |
| Di Michele 52’ Tedesco Gio. 65’ | Marcatori |  |

| Arbitro: | Ayroldi (Molfetta) |

|  |           |                              |
|  | Marcatori | 57’ Di Michele 66’ Mutarelli |

| Arbitro: | De Santis (Roma) |

|             |           |  |
| Makinwa 57’ | Marcatori |  |

| Arbitro: | Squillace (Catanzaro) |

|                |           |            |
| Caracciolo 35’ | Marcatori | 71’ Foggia |

| Arbitro: | Morganti (Ascoli) |

|           |           |                |
| Suazo 45’ | Marcatori | 94’ Di Michele |

| Arbitro: | Rosetti (Torino) |

|                                |           |                                |
| Di Michele 50’ Barone 52’, 89’ | Marcatori | 24’ Taddei 29’, 30’ A. Mancini |

| Arbitro: | Bertini (Arezzo) |

|                           |           |                  |
| C. Lucarelli 4’, 41’, 51’ | Marcatori | 92’ Tedesco Gio. |

| Arbitro: | Trefoloni (Siena) |

|                |           |  |
| Di Michele 53’ | Marcatori |  |

| Arbitro: | De Santis (Roma) |

|                            |           |            |
| Nedvěd 31’ Ibrahimović 51’ | Marcatori | 62’ Godeas |

| Arbitro: | Pantana (Macerata) |

|            |           |  |
| Godeas 33’ | Marcatori |  |

### Coppa Italia
| Bari 7 dicembre 2005, ore 18:00 Ottavi di finale - Andata | Bari            | 0 – 0 referto | Palermo | Stadio San Nicola\| Arbitro: \| Brighi (Cesena) \| |
| Arbitro:                                                  | Brighi (Cesena) |               |         |                                                    |

| Arbitro: | Gabriele (Frosinone) |

|                                                           |           |                                                                  |
| González 7’, 66’ Corini 45’ (rig.) Biava 60’ Terlizzi 62’ | Marcatori | 19’ (rig.) Vantaggiato 56’ Pagano 68’ Santoruvo 78’ L. Anaclerio |

| Arbitro: | Farina (Novi Ligure) |

|               |           |  |
| Gilardino 86’ | Marcatori |  |

| Arbitro: | Ayroldi (Molfetta) |

|                                  |           |  |
| González 10’, 50’ Caracciolo 18’ | Marcatori |  |

| Arbitro: | Morganti (Ascoli Piceno) |

|                          |           |              |
| Brienza 4’ Mutarelli 69’ | Marcatori | 46’ Perrotta |

| Arbitro: | Racalbuto (Gallarate) |

|             |           |  |
| Tommasi 29’ | Marcatori |  |

### Coppa UEFA

#### Turni preliminari
| Arbitro: | Gomes Costa |

|                              |           |              |
| Corini 6’ Brienza 30’ (rig.) | Marcatori | 76’ Ketsbaia |

| Arbitro: | Halsey |

|  |           |                                            |
|  | Marcatori | 5’ Caracciolo 46’, 68’ Makinwa 53’ Santana |

#### Fase a gironi
| Arbitro: | Tudor |

|           |           |                          |
| Golan 45’ | Marcatori | 56’ Brienza 77’ Terlizzi |

| Palermo 3 novembre 2005, ore 21:00 Fase a gironi - 2ª giornata | Palermo  | 0 – 0 referto | Lokomotiv Mosca | Stadio Renzo Barbera\| Arbitro: \| Garibian \| |
| Arbitro:                                                       | Garibian |               |                 |                                                |

| Arbitro: | Messner |

|                    |           |              |
| Moisés Hurtado 91’ | Marcatori | 44’ González |

| Arbitro: | Dougal |

|                              |           |  |
| Makinwa 26’ Rinaudo 45’, 89’ | Marcatori |  |

#### Fase ad eliminazione diretta
| Arbitro: | Genov |

|                                 |           |            |
| Jarolím 29’ Barzagli 48’ (aut.) | Marcatori | 40’ Conteh |

| Arbitro: | Allaerts |

|            |           |  |
| Godeas 51’ | Marcatori |  |

| Arbitro: | Braamhaar |

|             |           |  |
| Brienza 15’ | Marcatori |  |

| Arbitro: | Poll |

|                                          |           |  |
| K'obiashvili 44’ Larsen 72’ Azaouagh 80’ | Marcatori |  |

## Statistiche

### Statistiche di squadra
Statistiche aggiornate al 14 maggio 2006.
| Competizione | Punti | In casa | In casa | In casa | In casa | In casa | In casa | In trasferta | In trasferta | In trasferta | In trasferta | In trasferta | In trasferta | Totale | Totale | Totale | Totale | Totale | Totale | DR |
| Competizione | Punti | G       | V       | N       | P       | Gf      | Gs      | G            | V            | N            | P            | Gf           | Gs           | G      | V      | N      | P      | Gf     | Gs     | DR |
| ------------ | ----- | ------- | ------- | ------- | ------- | ------- | ------- | ------------ | ------------ | ------------ | ------------ | ------------ | ------------ | ------ | ------ | ------ | ------ | ------ | ------ | -- |
| Serie A      | 52    | 19      | 9       | 5       | 5       | 31      | 26      | 19           | 4            | 8            | 7            | 19           | 26           | 38     | 13     | 13     | 12     | 50     | 52     | -2 |
| Coppa Italia | -     | 3       | 3       | 0       | 0       | 10      | 5       | 3            | 0            | 1            | 2            | 0            | 2            | 6      | 3      | 1      | 2      | 10     | 7      | +3 |
| Coppa UEFA   | -     | 5       | 4       | 1       | 0       | 7       | 1       | 5            | 2            | 1            | 2            | 8            | 7            | 10     | 6      | 2      | 2      | 15     | 8      | +7 |
| Totale       | -     | 27      | 16      | 6       | 5       | 48      | 32      | 27           | 6            | 10           | 11           | 27           | 35           | 54     | 22     | 16     | 16     | 75     | 67     | +8 |

### Andamento in campionato
| Giornata  | 1  | 2 | 3 | 4 | 5 | 6 | 7 | 8  | 9 | 10 | 11 | 12 | 13 | 14 | 15 | 16 | 17 | 18 | 19 | 20 | 21 | 22 | 23 | 24 | 25 | 26 | 27 | 28 | 29 | 30 | 31 | 32 | 33 | 34 | 35 | 36 | 37 | 38 |
| --------- | -- | - | - | - | - | - | - | -- | - | -- | -- | -- | -- | -- | -- | -- | -- | -- | -- | -- | -- | -- | -- | -- | -- | -- | -- | -- | -- | -- | -- | -- | -- | -- | -- | -- | -- | -- |
| Luogo     | T  | C | T | C | T | C | C | T  | C | T  | C  | T  | T  | C  | T  | C  | T  | C  | T  | C  | T  | C  | T  | C  | T  | T  | C  | T  | C  | T  | C  | C  | T  | C  | T  | C  | T  | C  |
| Risultato | N  | V | V | V | P | N | N | P  | V | N  | P  | N  | N  | N  | V  | P  | P  | P  | N  | V  | P  | P  | N  | V  | V  | N  | P  | P  | V  | V  | V  | N  | N  | N  | P  | V  | P  | V  |
| Posizione | 11 | 6 | 4 | 3 | 7 | 7 | 7 | 10 | 5 | 6  | 10 | 9  | 11 | 11 | 8  | 9  | 11 | 11 | 11 | 10 | 10 | 10 | 10 | 10 | 10 | 10 | 10 | 10 | 10 | 9  | 9  | 8  | 8  | 8  | 9  | 8  | 8  | 8  |

Legenda:

Luogo: C = Casa; T = Trasferta. Risultato: V = Vittoria; N = Pareggio; P = Sconfitta.

### Statistiche dei giocatori
Fonte:
Sono in corsivo i calciatori che hanno lasciato la società a stagione in corso.
| Giocatore     | Serie A  | Serie A | Serie A     | Serie A    | Coppa Italia | Coppa Italia | Coppa Italia | Coppa Italia | Coppa UEFA | Coppa UEFA | Coppa UEFA  | Coppa UEFA | Totale   | Totale | Totale      | Totale     |
| Giocatore     | Presenze | Reti    | Ammonizioni | Espulsioni | Presenze     | Reti         | Ammonizioni  | Espulsioni   | Presenze   | Reti       | Ammonizioni | Espulsioni | Presenze | Reti   | Ammonizioni | Espulsioni |
| ------------- | -------- | ------- | ----------- | ---------- | ------------ | ------------ | ------------ | ------------ | ---------- | ---------- | ----------- | ---------- | -------- | ------ | ----------- | ---------- |
| P. Accardi    | 6        | 0       | 0           | 0          | 3            | 0            | 0            | 0            | 3          | 0          | 0           | 0          | 12       | 0      | 0           | 0          |
| F. Agliardi   | 10       | -10     | 1           | 0          | 2            | -2           | 0            | 0            | 0          | 0          | 0           | 0          | 12       | -12    | 1           | 0          |
| M. Andújar    | 11       | 0       | 1           | 0          | 3            | 0            | 1            | 0            | 7          | 0          | 0           | 0          | 21       | 0      | 2           | 0          |
| S. Barone     | 36       | 3       | 5           | 0          | 5            | 0            | 0            | 0            | 7          | 0          | 3           | 0          | 48       | 3      | 8           | 0          |
| A. Barzagli   | 35       | 2       | 3           | 0          | 4            | 0            | 0            | 0            | 8          | 0          | 0           | 0          | 47       | 2      | 3           | 0          |
| G. Biava      | 17       | 1       | 6           | 1          | 4            | 1            | 2            | 0            | 1          | 0          | 1           | 0          | 22       | 2      | 9           | 1          |
| M. Bonanni    | 18       | 2       | 2           | 0          | 3            | 0            | 0            | 0            | 4          | 0          | 1           | 0          | 25       | 2      | 3           | 0          |
| F. Brienza    | 27       | 1       | 1           | 0          | 3            | 1            | 0            | 0            | 9          | 3          | 2           | 0          | 39       | 5      | 3           | 0          |
| A. Caracciolo | 35       | 9       | 6           | 0          | 5            | 1            | 0            | 0            | 6          | 1          | 1           | 0          | 46       | 11     | 7           | 0          |
| P. Codrea     | 12       | 0       | 1           | 2          | 4            | 0            | 2            | 0            | 6          | 0          | 1           | 1          | 22       | 0      | 4           | 3          |
| K. Conteh     | 6        | 0       | 1           | 0          | 1            | 0            | 0            | 0            | 4          | 1          | 0           | 0          | 11       | 1      | 1           | 0          |
| E. Corini     | 27       | 3       | 6           | 1          | 4            | 1            | 1            | 0            | 6          | 1          | 3           | 1          | 37       | 5      | 10          | 2          |
| D. Di Michele | 19       | 7       | 2           | 0          | 4            | 0            | 0            | 0            | 0          | 0          | 0           | 0          | 23       | 7      | 2           | 0          |
| M. Ferri      | 8        | 2       | 0           | 1          | 2            | 0            | 2            | 0            | 4          | 0          | 1           | 0          | 14       | 2      | 3           | 1          |
| D. Godeas     | 15       | 3       | 0           | 0          | 4            | 0            | 0            | 0            | 3          | 1          | 1           | 0          | 22       | 4      | 1           | 0          |
| M. González   | 30       | 2       | 4           | 0          | 5            | 4            | 0            | 0            | 9          | 1          | 1           | 0          | 44       | 7      | 5           | 0          |
| F. Grosso     | 33       | 0       | 7           | 0          | 6            | 0            | 0            | 0            | 8          | 0          | 1           | 0          | 47       | 0      | 8           | 0          |
| M. Guardalben | 6        | -8      | 0           | 0          | 0            | -0           | 0            | 0            | 1          | -1         | 0           | 0          | 7        | -9     | 0           | 0          |
| C. Lupatelli  | 5        | -10     | 0           | 0          | 0            | -0           | 0            | 0            | 0          | -0         | 0           | 0          | 5        | -10    | 0           | 0          |
| S. Makinwa    | 23       | 5       | 0           | 0          | 2            | 0            | 0            | 0            | 8          | 3          | 1           | 0          | 33       | 8      | 1           | 0          |
| S. Masiello   | 2        | 0       | 0           | 0          | 1            | 0            | 0            | 0            | 2          | 0          | 0           | 0          | 5        | 0      | 0           | 0          |
| M. Mutarelli  | 23       | 2       | 7           | 0          | 2            | 1            | 0            | 0            | 8          | 0          | 2           | 0          | 33       | 3      | 9           | 0          |
| G. Palmiteri  | 1        | 0       | 0           | 0          | 2            | 0            | 0            | 0            | 0          | 0          | 0           | 0          | 3        | 0      | 0           | 0          |
| S. Pepe       | 3        | 0       | 0           | 0          | 0            | 0            | 0            | 0            | 3          | 0          | 0           | 0          | 6        | 0      | 0           | 0          |
| L. Rinaudo    | 10       | 0       | 4           | 0          | 2            | 0            | 2            | 0            | 5          | 2          | 0           | 0          | 17       | 2      | 6           | 0          |
| M. Santana    | 28       | 0       | 6           | 0          | 3            | 0            | 0            | 0            | 9          | 1          | 0           | 0          | 40       | 1      | 6           | 0          |
| N. Santoni    | 8        | -13     | 0           | 0          | 1            | -0           | 0            | 0            | 2          | -1         | 0           | 0          | 11       | -14    | 0           | 0          |
| G. Tedesco    | 14       | 3       | 1           | 0          | 1            | 0            | 0            | 0            | 4          | 0          | 0           | 0          | 19       | 3      | 1           | 0          |
| C. Terlizzi   | 21       | 5       | 8           | 0          | 4            | 1            | 0            | 0            | 8          | 1          | 2           | 0          | 33       | 7      | 10          | 0          |
| C. Zaccardo   | 36       | 0       | 8           | 0          | 4            | 0            | 2            | 0            | 4          | 0          | 1           | 0          | 44       | 0      | 11          | 0          |